# 패스트푸드의 제국
《패스트푸드의 제국》(영어: Fast Food Nation: The Dark Side of the All-American Meal)은 2001년에 출판된 저널리스트 에릭 쉴로서(Eric Schlosser)의 저서이다. 미국 패스트푸드 산업의 지역적, 세계적 영향을 고찰한 책이다.
이 책을 바탕으로 패스트푸드 네이션이라는 제목의 영화가 2006년에 개봉되었다.

## 간행판
- ISBN 0-06-093845-5 (2002년, 400pp.)
- ISBN 0-7139-9602-1 (2001년, 368pp.)
- ISBN 0-14-100687-0 (2002년, 400pp.)
- ISBN 0-395-97789-4 (2001년, 288pp.)
- ISBN 0-06-083858-2 (2005년, 383pp.)

## 참조
1. ↑  Schlosser, Eric (2001년 4월 7일). “Fhe bitter truth about fast food”. The Guardian. 2012년 5월 9일에 확인함.

## 같이 보기
- 패스트푸드
- 식품 안전
- 광우병(MCD/BSE)
- 공장형 축산
- 동물 학대
- 채식주의
- 세계화(글로벌화)
- 미트릭스